# Костантино, Джованни
Джованни Костантино (итал. Giovanni Costantino; 3 октября 1984 года, Мессина, Италия) — итальянский футбольный тренер.

## Биография
Не играя в футбол на серьезном уровне, свою тренерскую карьеру начал в 26 лет, а в 35 лет он получил высшую тренерскую лицензию УЕФА PRO. Несколько лет Костантино работал с юниорами в финском клубе «Футура», а затем он в качестве аналитика и ассистента входил в штаб Марко Росси. Вместе с ним он работал и в сборной Венгрии.
В 2021 году начал свою самостоятельную тренерскую карьеру в венгерском МТК. Затем работал в Италии, Кипре и Румынии. В начале 2025 года Джованни Костантино возглавил молдавский «Петрокуб», который является действующим чемпионом страны, но уже 25 января по семейным обстоятельствам покинул команду.